# Love, Peace & Soul
Love, Peace & Soul（ラヴ， ピース アンド ソウル）は、SOUL'd OUTの4thシングルである。2003年11月19日に発売された。

## 収録曲
| 全作詞: Diggy-MO', Bro.Hi、全編曲: Shinnosuke。 |                        |                    |                       |      |
| #                                               | タイトル               | 作詞               | 作曲                  | 時間 |
| 1.                                              | 「Love, Peace & Soul」 | Diggy-MO' , Bro.Hi | Diggy-MO', Shinnosuke | 4:40 |
| 2.                                              | 「"P"」                | Diggy-MO' , Bro.Hi | Diggy-MO', Shinnosuke | 4:52 |
| 3.                                              | 「S.O Magic 2」        | Diggy-MO' , Bro.Hi | SOUL'd OUT            | 6:08 |
| 合計時間:                                       | 合計時間:              | 合計時間:          | 15:40                 |      |

## 楽曲解説
1. Love, Peace & Soul
前作「Dream Drive/Shut Out」と同時期に制作された。PVには複数の子供が出演しており、ヒップホップビートに「子供たちのために」というテーマがうまく合ったとDiggy-MO'は述べている[1]。

テレビドラマ『ライオン先生』の主題歌。
1. "P"
2. S.O Magic 2
1枚目のシングル「ウェカピポ」のカップリングに収録されている「S.O Magic」のパート2。

## 収録アルバム
- To All Tha Dreamers（#1）
- Single Collection（#1）
- Flip Side Collection（#2、#3）

## タイアップ
- 読売テレビ・日本テレビ系ドラマ「ライオン先生」主題歌[2]